# Ceromya cothurnata
Ceromya cothurnata är en tvåvingeart som beskrevs av Takuji Tachi och Hiroshi Shima 2000. Ceromya cothurnata ingår i släktet Ceromya och familjen parasitflugor. Inga underarter finns listade i Catalogue of Life.